# Законсервований по-американськи
Законсервований по-американськи (англ. An American Pickle) — американська комедія, яка вийшла 2020 року, знята Брендоном Тростом по сюжету Саймона Річа, який заснований на основі розповіді англ. Sell Out, досл. «Розпродано».

## Сюжет
Гершель Грінбаум разом із дружиною Сарою, вихідці з єврейської спільноти Східної Європи, змушені покинути рідне містечко після того, як його спустошують російські козаки. Вони емігрують до США у 1919 році, шукаючи безпечного життя. Гершель знаходить роботу на фабриці з виробництва маринованих огірків, де наполегливо трудиться, накопичуючи кошти на поховання для себе та дружини на єврейському кладовищі. Проте доля розпоряджається інакше: одного дня він випадково падає у велику бочку із розсолом, та не помітивши, що він туди впав, його закривають кришкою для маринування огірків саме тоді, коли підприємство закривається по рішенню суду. Через відсутність стороннього втручання він залишається в законсервованому стані на сотню років.
У 2019 році Гершель прокидається у сучасному Брукліні та дізнається, що його єдиний живий родич — правнук Бен. Бен, який працює над створенням мобільного додатка «Boop Bop», що оцінює етичність компаній, неохоче погоджується супроводити Гершеля на кладовище, де поховані їхні предки. Там Гершель з жахом бачить, що територія занедбана, а над могилами височіє рекламний щит горілки, яка дає відсилання до тих самих російських козаків (Kartoshka vodka). Обурений, він нападає на робітників, що встановлюють рекламу, і в результаті разом із Беном потрапляє за ґрати.
Бен визволяє їх, але через цей інцидент втрачає можливість залучити інвесторів для свого проєкту так як його додаток йде в розріз з подіями через які він загримів за ґрати. Це викликає у нього роздратування, і він відмовляється допомагати Гершелю. Той, своєю чергою, обіцяє Бену, що створить власний бізнес із продажу маринованих огірків, аби заробити гроші на викуп рекламного щита з подальшим його знесенням та реставрацію кладовища. Завдяки харизмі та нестандартному підходу він швидко здобуває популярність у соціальних мережах. Проте Бен, керуючись заздрістю, повідомляє інспекторам, що Гершель використовує інгредієнти зі сміттєвих контейнерів. Це призводить до штрафу, але завдяки підтримці стажистів бізнес не лише оговтується, а й набуває ще більшої популярності. Гершель досягає своєї мети — відновлює кладовище та позбавляється рекламного щита.
У прагненні помститися Бен підштовхує Гершеля до реєстрації у Twitter, де той починає публікувати провокативні дописи. Спершу його висловлювання викликають хвилю обурення, але згодом він набуває статусу борця за свободу слова. Однак, під час однієї з дискусій Бен підставляє Гершеля, провокуючи його висловитися на суперечливу тему релігії, що миттєво перетворює його з героя на вигнанця. Влада, не знайшовши його імміграційних документів, ініціює процедуру депортації.
Зіткнувшись із загрозою вислання, Гершель звертається до Бена, і той, хоч і неохоче, погоджується допомогти йому втекти до Канади. Під час подорожі між ними виникає примирення, проте невдовзі правда виходить назовні: Бен визнає, що навмисно саботував бізнес Гершеля, а той, своєю чергою, дорікає Бену у відчуженні від сімейних цінностей. Конфлікт переростає у бійку, після якої Гершель, використовуючи хитрість, видає себе за Бена перед поліцією збривши свою бороду та ставши схожий на Бена. У результаті саме Бен опиняється під арештом, після чого, його депортують з країни.
Опинившись у квартирі правнука, Гершель випадково дізнається, що назва «Boop Bop» пов’язана з ніжним прізвиськом, яке Бен давав своїм покійним батькам. Це змушує його усвідомити, що родинні зв’язки завжди залишалися важливими для Бена. Охоплений докорами сумління, він вирушає на батьківщину, де знаходить Бена, який мешкає в місцевій синагозі. Усвідомивши свої помилки, вони миряться та разом повертаються до Брукліна, об’єднавши зусилля для створення спільного бізнесу з онлайн-продажу маринованих огірків.

## У ролях
| Актор         | Роль                               |
| ------------- | ---------------------------------- |
| Сет Роґен     | Гершель Грінбаум (та Бен Грінбаум) |
| Сара Снук     | Сара Грінбаум                      |
| Еліот Глейзер | Крістіан                           |
| Жорме Текоуні | Ліам                               |
| Келен Аллен   | Кевін                              |
| Моллі Еверсен | Клара                              |
| Кевін О'Рурк  | Дейн Брант                         |
| Джоана Адлер  | Професор Кім Ікланд                |
| Шон Уолен     | Вчений                             |
| Джрфрі Кентор | Девід Грінбаум                     |
| Керол Лейфер  | Сюзана Грінбаум                    |

## Рецензії
«Законсервований по-американськи» викликав неоднозначні відгуки серед критиків, демонструючи як позитивні, так і негативні сторони.
На агрегаторі рецензій Rotten Tomatoes фільм отримав рейтинг схвалення 72% на основі 165 відгуків, із середньою оцінкою 6.1/10. Загальний консенсус критиків сайту звучить так: «„Американський огірочок” (оригінальна назва) не має тієї гострої пікантності, яку глядачі могли б очікувати, враховуючи його креативну зав'язку, але подвійна роль Сета Рогена робить цю стрічку невимушеною комедією, якою можна насолодитися».
На Metacritic фільм набрав зважений середній бал 58 зі 100 на основі 39 рецензій, що вказує на «змішані або середні» відгуки.